# محمد عمرو
محمد محمود طلب عمرو (1959 في الخليل – ) دبلوماسي فلسطيني، عمل سفيرًا لدولة فلسطين لدى نيكارغوا، وسفيرًا غير مقيم لدى هندوراس والسلفادور.

## حياته
وُلد محمد عمرو في الخليل عام 1959 إبان الإدارة الأردنية للضفة الغربية.
عُين محمد عمرو في 1 أغسطس 2015 رئيسًا لبعثة سفارة دولة فلسطين لدى نيكاراغوا برتبة مستشار أول، وفي 9 أكتوبر 2015، سلّم نسخة من أوراق اعتماده لوزير خارجية نيكاراغوا، وفي 1 يونيو 2016 رُقي إلى رتبة سفير.
كما شغل منصب سفير فوق العادة، مفوض وغير مقيم منذ 4 مايو 2016 لدى هندوراس، وكذلك الأمر بين 23 أغسطس 2017 و2018 لدى السلفادور.
عام 2022، أُثير الجدل حول قرار جمهورية نيكارغوا في يونيو 2022 بعدم رغبتها بوجود السفير محمد عمرو نتيجةً لقضية تهجم على موظفة تعمل بالسفارة من نيكارغوا.